# Ali Abdallah al-Salih
Ali Abdallah Salih (àrab: علي عبدالله صالح, ʿAlī ʿAbd Allāh Ṣāliḥ) (Sanhan, 21 de març de 1942 - Sanà, 4 de desembre de 2017) fou un polític iemenita que va ser el primer president de la República del Iemen. Salih va exercir com a president de la República Àrab del Iemen (Iemen del Nord) de 1978 fins a 1990, moment en què va assumir el càrrec de president del Consell Presidencial de la República del Iemen (Iemen unificat). Ell era el president de major antiguitat en el Iemen, governant des de 1978.
Davant d'un important aixecament nacional que va provocar 2.000 morts, el 23 d'abril de 2011, Abdrabbuh Mansur Hadi va anunciar que dimitiria el 2013 a canvi d'immunitat d'enjudiciament penal. El 18 de maig de 2011, va accedir a signar un acord amb grups de l'oposició, estipulant que dimitiria dins d'un mes; però, més tard va renegar d'aquest compromís. El 3 de juny Salih va ser ferit en un atac de RPG contra el palau presidencial. L'endemà va ser traslladat a un hospital militar a l'Aràbia Saudita per al tractament i Hadi va ser designat com a president interí.
La guerra civil va començar el setembre de 2014 quan al-Salih va intentar recuperar el poder sobre el país i el CGP, i reunint una gran part del CGP es va posar del costat dels huthis i va dividir efectivament el partit en una facció pro-Hadi i una altra pro al-Saleh. Al setembre de 2014 quan les forces houthis van prendre el control de la capital, Sanaa, a la qual va seguir una ràpida presa de possessió del govern houthi. El 21 de març de 2015, el Comitè Revolucionari Suprem liderat pels houthis va declarar una mobilització general per enderrocar al president Hadi i ampliar el seu control a les províncies del sud. L'ofensiva houthi, aliada amb les forces militars lleials a al-Salih va prendre el 25 de març Lahij, Taizz i Mocha van caure en mans dels houthis i van arribar als afores d'Aden, la seu del poder del govern d'Hadi, que va fugir del país mentre una coalició liderada per l'Aràbia Saudita va llançar operacions militars utilitzant atacs aeris expulsant els houthis i al-Salih d'Aden i Marib, al nord-est de Sanaa, restaurant l'antic govern iemenita i solidificant la línia de front.
L'aliança entre al-Salih i els huthis va acabar quan el desembre de 2017 al-Salih va trencar amb els huthis i es va posar del costat dels seus antics enemics Aràbia Saudita, els Emirats Àrabs Units i el president Hadi, i van esclatar els combats entre els huthis i les forces lleials a al-Salih quan la coalició liderada per l'Aràbia Saudita va començar a bombardejar zones huthis, i finalment va provocar la mort de al-Salih i la presa de control de Sanaa el 4 de desembre de 2017.